# Mandjelia mccrackeni
Espèce
Mandjelia mccrackeni est une espèce d'araignées mygalomorphes de la famille des Barychelidae.

## Distribution
Cette espèce est endémique du Queensland en Australie. Elle se rencontre sur le Thornton Peak.

## Description
La femelle holotype mesure 29 mm.

## Étymologie
Cette espèce est nommée en l'honneur de Charlie McCracken.

## Publication originale
- Raven, 1994 : Mygalomorph spiders of the Barychelidae in Australia and the Western Pacific. Memoirs of the Queensland Museum, vol. 35, no 2, p. 291-706 (texte intégral).